# Karl Bonhoeffer
Karl Ludwig Bonhoeffer (Neresheim, Wurtemberg, 31 de marzo de 1868 - Berlín, 4 de diciembre de 1948)  
fue un neurólogo y psiquiatra alemán que se opuso a las teorías de Freud y Jung 
y a los programas del régimen nazi de esterilización que en un principio apoyó. 
Fue el padre de Dietrich y Klaus Bonhoeffer, ejecutados por atentar contra Hitler.
Se casó con la nieta del teólogo Karl von Hase (1800-1890) y pianista, la condesa Paula von Hase (1874-1951) con la que tuvo ocho hijos:
- Karl Friedrich Bonhoeffer (1899-1957) se casó con Grete von Dohnanyi, hermana de Hans von Dohnanyi. Su hijo Friedrich (1932-) trabajó en el Instituto Max Planck, donde Tobias Bonhoeffer, nacido en 1960, es director de neurobiología.

- Walter Bonhoeffer (1899-1918) muerto en acción en la Primera Guerra Mundial.

- Klaus Bonhoeffer (1901-1945), se casó con Emmi Delbrück, la hija de Hans Delbrück y hermana de Max Delbrück. Ejecutado en Berlín el 23 de abril de 1945.

- Ursula Schleicher (1902-1983) se casó con el profesor Rüdiger Schleicher (1895-1945) ejecutado en Berlín junto a Klaus. Su hija Renate se casó en 1943 con Eberhard Bethge, biógrafo y amigo de Dietrich Bonhoeffer.

- Christel von Dohnanyi (1903-1965) se casó con Hans von Dohnanyi, ahorcado en el campo de concentración de Sachsenhausen.

- Dietrich Bonhoeffer (1906-1945), teólogo protestante y héroe de la resistencia nazi, comprometido con Maria von Wedemeyer (1924-1977) antes de ser ahorcado en el campo de concentración de Flossenbürg.

- Sabine Leibholz (1906-1999), hermana melliza de Dietrich, casó con el abogado judío Gerhard Leibholz (1901-1982).

- Susanne Dress (1909-1991), casada con el teólogo Walter Dress (1904-1979).

## Bibliografía en alemán

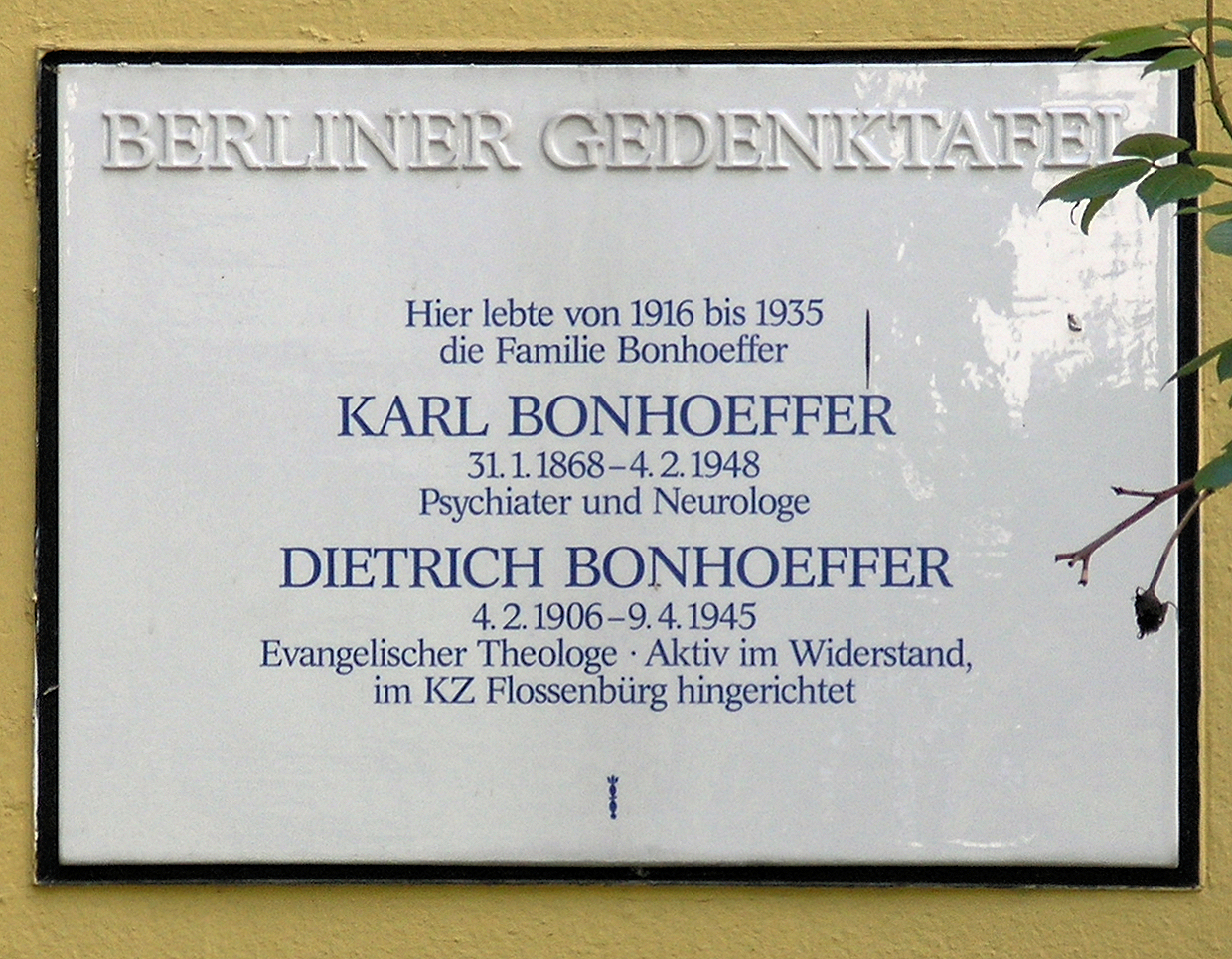